# جيريميا أزو
جيريميا أزو (من مواليد 15 مايو 2001) هو عداء سباقات المضمار والميدان ويلزي متخصصة في 100 متر. في عام 2024 أصبح أول ويلزي يركض مسافة 100 متر في أقل من 10 ثوان في ظروف قانونية للرياح مسجلاً 9.97 ثانية في ليفركوزن، ألمانيا.. بعد فوزه بالميدالية الفضية في بطولة ألعاب القوى البريطانية 2024، تم اختيار أزو لاحقًا في فريق بريطانيا العظمى في الألعاب الأولمبية الصيفية 2024. في الألعاب الأولمبية في باريس، تم استبعاده في سباق 100 متر بسبب بداية خاطئة. فاز بالميدالية البرونزية في سباق التتابع 4x100 متر.
تنافس جيريميا في بطولة ألعاب القوى البريطانية 2022 حيث فاز بسباق 100 متر في زمن قدره 9.90 ثانية بمساعدة الرياح. فاز بالعديد من البطولات في فئات ألعاب القوى للناشئين. في أول ظهور دولي له، فاز بالميدالية البرونزية في سباق 100 متر في بطولة ألعاب القوى الأوروبية 2022، وذهبية في سباق التتابع 4 × 100 متر في نفس المسابقة. في عام 2023، تنافس في سباق 100 متر في بطولة فرق ألعاب القوى الأوروبية 2023، كجزء من دورة الألعاب الأوروبية 2023، وفاز بالميدالية البرونزية في دورة الألعاب الأوروبية.